# Wormed
Wormed – hiszpański zespół grający eksperymentalny brutalny death metal powstały w 1998 roku w Madrycie w Hiszpanii.
Muzyka Wormed opiera się na chaotycznych partiach nisko zestrojonych gitar, skomplikowanej technicznie grze perkusji oraz nietypowym stylu wokalisty Phlegetona. Teksty dotyczą matematyki, kosmosu, ewolucji człowieka oraz Planisphaerium.

## Muzycy

### Obecny skład zespołu
- Phlegeton – growling
- Charly – gitara elektryczna
- J.Oliver – gitara elektryczna
- Guillemoth – gitara basowa
- Andy C. – perkusja

### Byli członkowie zespołu
- Dani – gitara elektryczna

## Dyskografia
- Floating Cadaver In The Monochrome (EP, 1999)
- Voxel Mitosis (Demo/Singel, 2001)
- Planisphaerium (LP, 2003)
- Premature Burial Tour Vol.1 (2004)
  - Split z Goratory i Vomit Remnants
- Planisphaerium (LP, 2005)
  - Reedycja zawierająca pierwszy EP i demo/singel „Voxel Mitosis”.